# ديفيد هدسون (موسيقي)
ديفيد هدسون (بالإنجليزية: David Hudson)‏ هو موسيقي أسترالي، ولد في القرن العشرين في أستراليا.

## وصلات خارجية
- دايفيد هدسون على موقع ميوزك برينز (الإنجليزية)
- دايفيد هدسون على موقع أول ميوزيك (الإنجليزية)
- دايفيد هدسون على موقع ديسكوغز (الإنجليزية)